# Fliegerstaffel 8

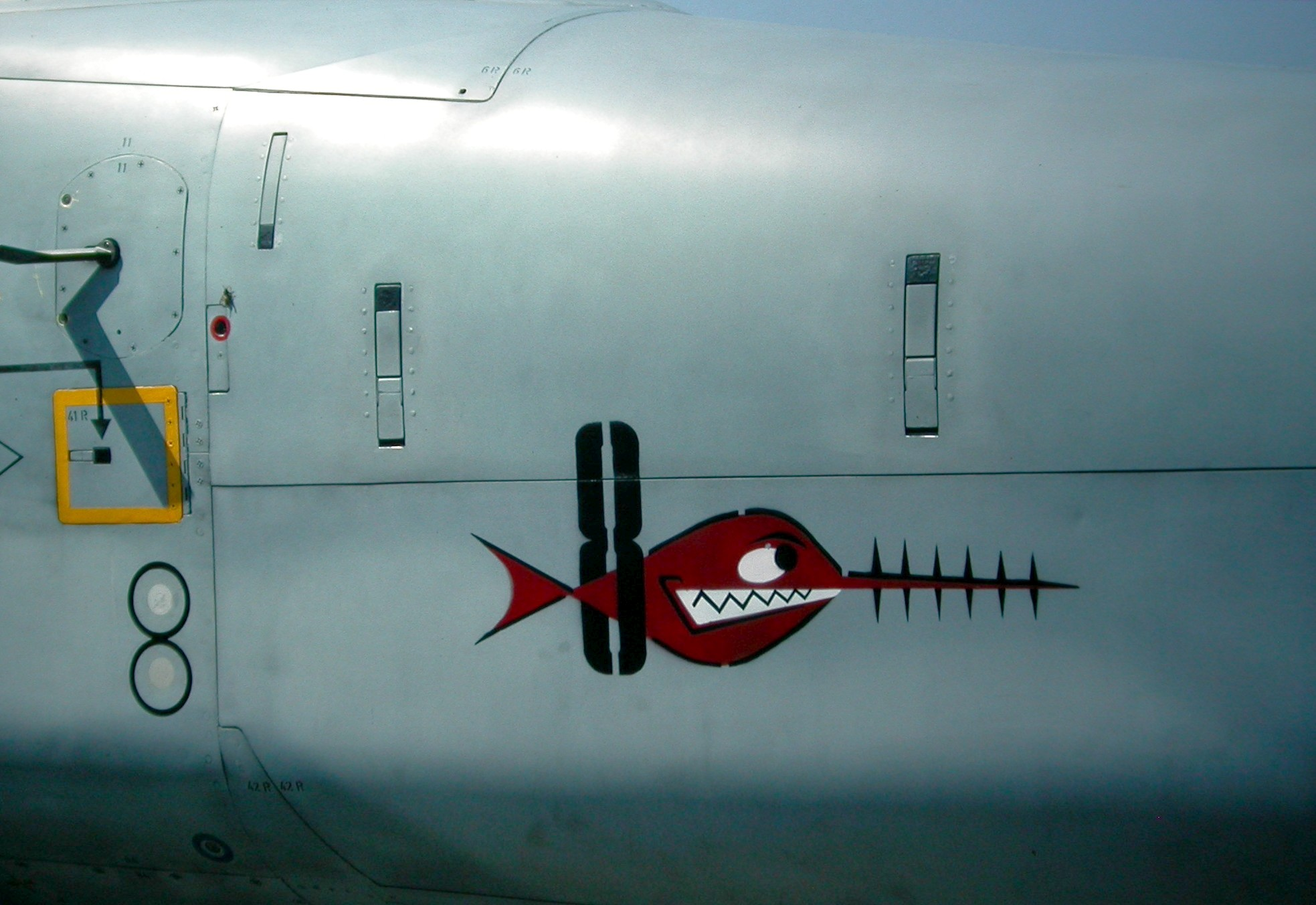
Staffel 8 Abzeichen mit dem Sägezahnfisch "Vandalo" auf F-5E Tiger II mit der Immatrikulation J-3070 im 1996

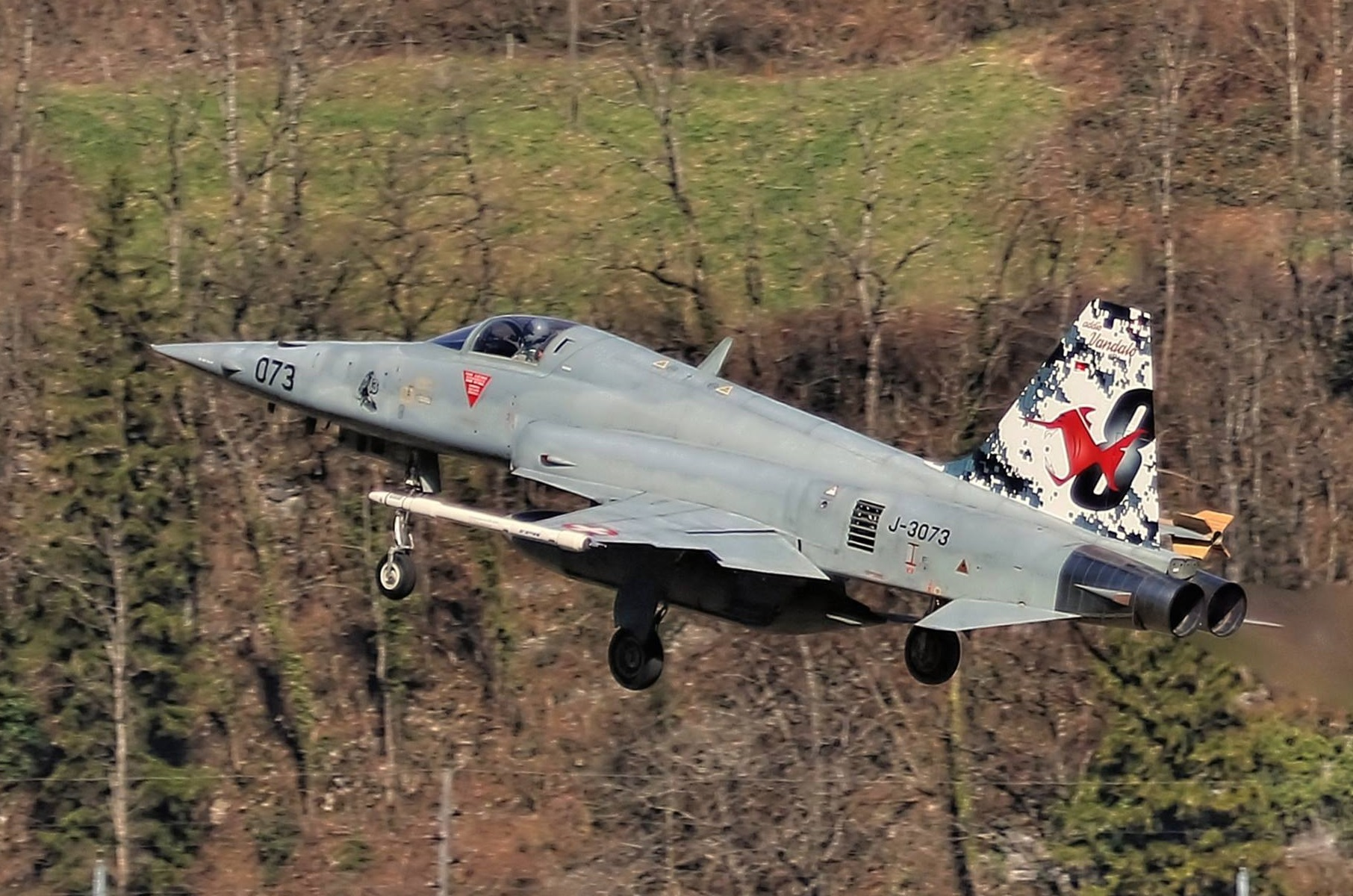
J-3073 Staffelflugzeug der Fliegerstaffel 8

Die Fliegerstaffel 8 «Vandalos» war eine Miliz-Fliegerstaffel der Schweizer Luftwaffe. Sie unterstand zuletzt, zusammen mit der Fliegerstaffel 11, dem Fliegergeschwader 13 mit Heimatbasis Militärflugplatz Meiringen. Zuletzt mit Northrop F-5E Kampfflugzeugen ausgerüstet wurde sie 2017 aufgelöst.

## Geschichte
Im Jahr 1925 wurde die Fliegerkompanie 8 gegründet; ihre ersten Fluggeräte waren Häfeli DH-3 bis 1933 und Häfeli DH-5 von 1926 bis 1934. Von 1934 bis 1940 fand der Flugdienst mit Fokker CV statt, dazu kamen C-35 für Aufklärung und für den Erdkampf. Bei der Kriegsmobilmachung 1939 rückte die Einheit in Emmen ein, wurde jedoch mangels Flugzeugen wieder nach Hause geschickt. Ab 1940 bis 1949 kamen bei der Staffel Messerschmitt Bf 109 E zum Einsatz. Im Jahr 1945 wurde die Kompanie in Fliegerstaffel 8 umbenannt.
1950 begann die Umschulung der Staffel auf De Havilland DH.100 Vampire, wobei die Staffel 8 die erste auf Düsenflugzeuge umzuschulende Staffel der Fliegertruppe war. Im Herbst 1956 absolvierte die Fl St 8 einen Doppeltrainingskurs in Meiringen, bei welchem die Einsätze erstmals ab Kaverne geflogen wurden. 1959 ging die Zeit auf den Vampires zu Ende. Während der Umschulungsphase auf den Hawker Hunter in Emmen und den folgen den Diensten wurde Oblt Paul Habegger ein Staffelfilm mit dem Namen „Bambini Vandalo“ auf 8 mm gedreht. Der Film dokumentiert die Arbeit der Piloten einer Hunter-Fliegerstaffel aus den sechziger Jahren. Von 1959 bis 1975 erfolgte der Flugbetrieb mit Hawker Hunter ab dem Militärflugplatz Meiringen, von 1976 bis 1980 weiterhin mit Hawker Hunter ab dem Militärflugplatz Alpnach. Die Staffel 8 war die erste Staffel, welche mit Huntern bei den Übungen der Flugwaffe auf Autobahnen landete. Seit 1980 ist die Staffel auf dem Militärflugplatz Meiringen zuhause, auf welchen 2005 auch die F/A-18 der Fliegerstaffel 11 verlegt wurden. Während des Abbaus der Hunter-Flotte bis ins Jahr 1994 sollten zwei Tiger-Staffeln in einer Zweitrolle auf den Erdkampf umgeschult werden. Neben der ÜeG-Staffel 1 (Berufspiloten des Überwachungsgeschwaders) wurde die Miliz-Staffel 8 für diese Aufgabe ausgewählt. Der Erdkampfauftrag wurde stattdessen mit der Ausmusterung der Hunter aufgegeben. Für die Überflüge der Staffel am Axalpschiessen wählte die Staffel jeweils eine Formation, die eine 8 symbolisierte.
Die Fliegerstaffel 8 trug als Wappen einen roten Sägezahnfisch, der durch den unteren Kreis einer Schwarzen Zahl 8 auf weissem Grund schwimmt. Der Sägezahnfisch hat den Namen Vandalo. Das Emblem etablierte sich etwa im Jahr 1956. Zur Zeit des Zweiten Weltkrieges hatten sich die Achter von anderen Einheiten dadurch abgehoben, dass sie nicht martialische Greifvögel oder Haifische auf ihre Flugzeuge malten, sondern auf jede Maschine eine unterschiedliche einheimische Blume. 1993 erhielt der erste Tiger mit der Immatrikulation J—3088 (der nun die Farben der Patrouille Suisse trägt) das Staffelabzeichen auf dem Vorderrumpf. Wie alle Schweizer Staffeln besitzt aber die Fliegerstaffel 8 keine Flugzeuge, die spezifisch ihr zugeteilt sind; diese F-5 wurde also nicht nur von der Fl St 8 benutzt, sondern auch von den anderen Staffeln. Der Fliegerstaffel 8 gewidmet wurde sodann eine staffelbezogene Seitenleitwerksbemalung ab dem 2. Mürz 2017, auch die Fliegerstaffeln 6, 11, 17, 18 und 19 erstellten solche Sonderbemalungen. Die F-5E J-3073 war in den letzten Monaten des Bestehens der Vandalos mit dem roten "Vandalo" Fisch sowie der Ziffer 8 auf dem Leitwerk geschmückt, zusätzlich existierte mindestens ein Zusatztank mit einem Vandalo-Fisch.

## Auftrag
Zuletzt umfassten die Aufträge der «Vandalos» vor allem die Aggressoren-Darstellung gegen die F/A-18 sowie der Luftpolizeidienst zur Identifizierung fremder Luftfahrzeuge.

## Milizstaffel
Die Fliegerstaffel 8 war eine Milzpilotenstaffel, das heisst alle Piloten erfüllten in der Staffel ihre Militärdienstpflicht und waren ansonsten in verschiedensten Berufen tätig, die nicht zwingend eine Verbindung mit der Aviatik haben müssen.
Der letzte Flug der Vandalen / Fliegerstaffel 8 fand beim Axalp Fliegerschiessen am 12. Oktober 2017 statt.

## Flugzeuge
- Häfeli DH-3
- Häfeli DH-5
- Fokker C.V
- C-35
- Messerschmitt Bf 109
- De Havilland DH.100 Vampire
- Hawker Hunter
- Northrop F-5